# بطولات قتال إكستريم
بطولات قتال إكستريم (بالإنجليزية: Xtreme Fighting Championships)‏ هي منظمة دولية رائدة في فنون القتال المختلطة مقرها في سبرينغ ليك بارك، ميشيغان، ولها مكاتب في جميع أنحاء الولايات المتحدة وأمريكا الجنوبية.

## وصلات خارجية
- الموقع الرسمي